# بوسنتریفت
بوسنتریفت (به لاتین: Bösentrift) یک کوه در سوئیس است که در کانتون وله واقع شده‌است. بوسنتریفت ۳٬۲۴۸ متر بالاتر از سطح دریا واقع شده‌است.